# 今治小松自動車道
今治小松自動車道（いまばりこまつじどうしゃどう、英語: IMABARI-KOMATSU EXPWY）は愛媛県今治市の西瀬戸自動車道（しまなみ海道）今治インターチェンジ (IC) を起点とし、愛媛県西条市のいよ小松ジャンクション (JCT) で松山自動車道と接続する、延長約23.3キロメートル (km) の高規格幹線道路（国土交通大臣指定に基づく高規格幹線道路（一般国道の自動車専用道路）（B路線））である。国道196号に指定されている。略称は今治小松道（いまばりこまつどう）。
高速道路ナンバリングによる路線番号は、尾道福山自動車道（松永道路）・西瀬戸自動車道（しまなみ海道）とともに「E76」が割り振られている。
通行券は接続する高速自動車国道等と共通で、松山自動車道とはいよ小松JCTで、将来接続するしまなみ海道とは上り線のみ今治本線料金所でノンストップ出入りできる。
この道路の建設を巡って沿線住民の反対運動や綱引きでルートが二転三転し、今なおしまなみ海道と接続していない。

## 概要
- 起点：愛媛県今治市矢田
- 終点：愛媛県西条市小松町妙口
- 規格：第1種第3級

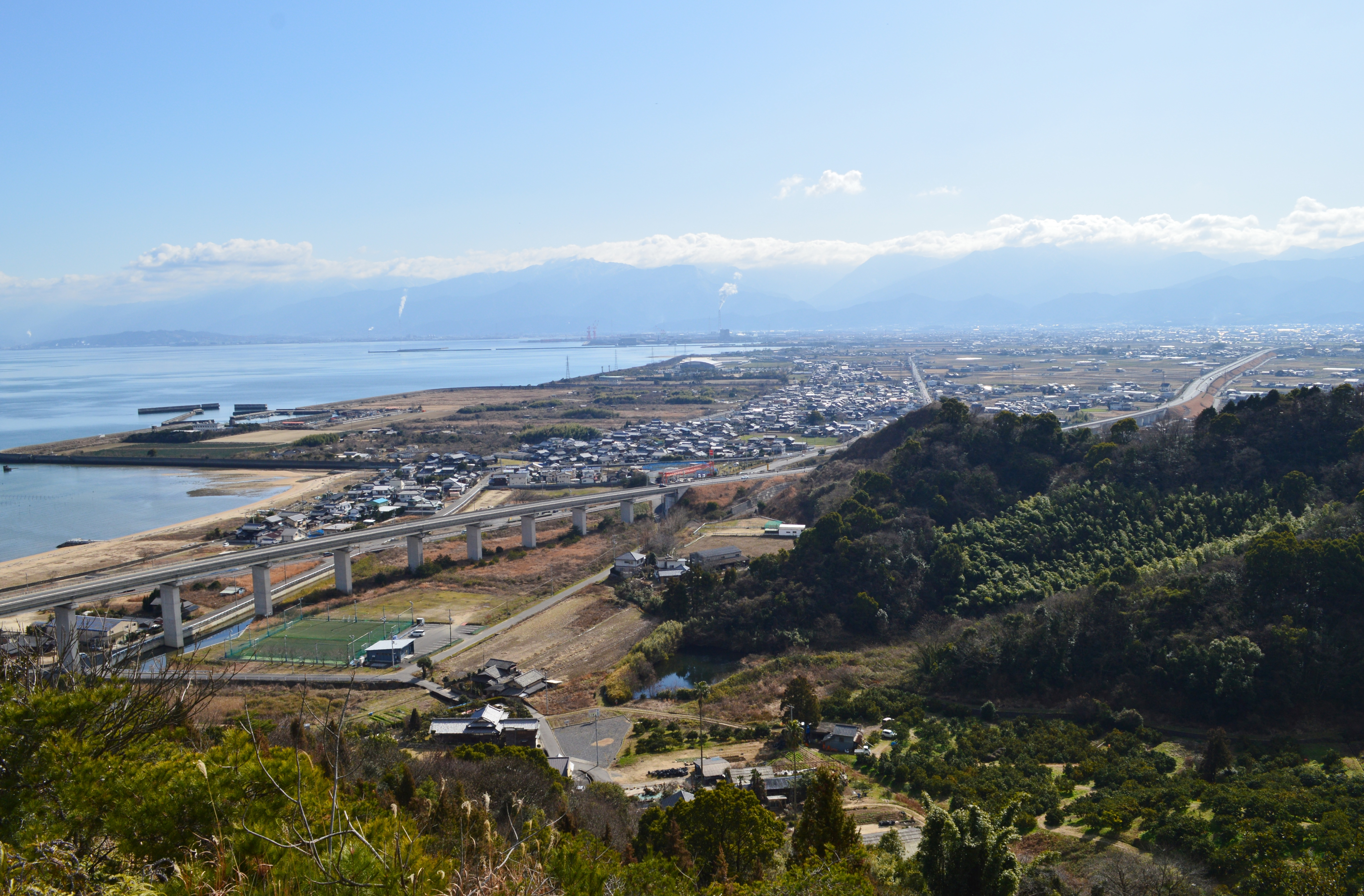
西条市付近
（永納山より望む）

- 車線数：4車線（暫定2車線で追越車線有り）
- 設計速度：80 km/h（規制速度70 km/h）

## 構成する道路

### 今治道路
- 起点：愛媛県今治市矢田
- 終点：愛媛県今治市長沢

今治道路（いまばりどうろ）は、愛媛県今治市矢田（今治IC）から愛媛県今治市長沢（今治湯ノ浦IC）に至る延長10.3 kmの道路である。
現在建設中である。

### 今治小松道路
- 起点：愛媛県今治市長沢
- 終点：愛媛県西条市小松町妙口

今治小松道路（いまばりこまつどうろ）は、愛媛県今治市長沢（今治湯ノ浦IC）から愛媛県西条市小松町妙口（いよ小松JCT）に至る延長13.0 kmの道路である。

## インターチェンジなど
- 全区間愛媛県内に所在。
- IC番号欄の背景色が■である部分については道路が供用済みの区間を示している。また、施設名欄の背景色が■である部分は施設が供用されていない、または完成していないことを示す。未開通区間の名称は仮称。
- ETC専用インターチェンジは背景色■で示す。
- 各施設の位置は上り線と下り線で異なることがあるので留意のこと。
- BS（バス停留所）のうち、○は運用中、◆は休止中の施設。無印はBSなし。
- （数字）は、他路線の番号。<数字>は、予定番号。
- 英略字は以下の項目を示す。
IC：インターチェンジ、JCT：ジャンクション、SA：サービスエリア、PA：パーキングエリア、TB：本線料金所、BS：バスストップ、BR：橋、TN：トンネル
- 今治IC - 今治湯ノ浦IC：国道196号今治道路
- 今治湯ノ浦IC - いよ小松JCT：国道196号今治小松道路

現開通区間のキロポストは今治湯ノ浦ICからの距離+700。
| IC 番号                                  | 施設名         | 接続路線名                                       | 起点から の距離 | 終点から の距離 | BS | 備考                          | 所在地 |
| ---------------------------------------- | -------------- | ------------------------------------------------ | --------------- | --------------- | -- | ----------------------------- | ------ |
| E76 西瀬戸自動車道尾道方面に直通（予定） |                |                                                  |                 |                 |    |                               |        |
| 13                                       | 今治IC         | 国道196号今治バイパス                            | 0.0             | 23.3            |    | 事業中                        | 今治市 |
| -                                        | 今治TB         |                                                  |                 |                 |    | 事業中                        | 今治市 |
| -                                        | 今治朝倉IC     | 県道155号今治丹原線                              | 4.7             | 18.6            |    | 2026年度開通予定              | 今治市 |
| 1                                        | 今治湯ノ浦IC   | 国道196号今治バイパス                            | 10.3            | 13.0            |    | 松山方面出入口                | 今治市 |
| 2                                        | 東予丹原IC     | 県道48号壬生川丹原線 県道144号南川壬生川停車場線 | 19.3            | 4.0             |    |                               | 西条市 |
| 3                                        | いよ小松北IC   | 国道11号小松バイパス                             | 22.3            | 1.0             |    | 今治方面出入口                | 西条市 |
| 11                                       | いよ小松IC/JCT | E11 松山自動車道                                 | 23.3            | 0.0             |    | いよ小松ICは 松山道方面出入口 | 西条市 |

## 歴史
- 1989年（平成元年）度 : 今治小松道路 事業化。
- 1991年（平成3年）度 : 都市計画決定。
- 1992年（平成4年）度 : 今治小松道路 用地買収および工事に着手。
- 1999年（平成11年）7月31日 : 今治小松道路のうち東予丹原IC-いよ小松JCT（延長4.0 km）開通。（いよ小松北ICは未完成）
- 2001年（平成13年）度 : 今治道路 事業化。
- 2001年（平成13年）7月9日 : 今治小松道路のうち今治湯ノ浦IC-東予丹原IC（延長9.0 km）開通。いよ小松北IC開通。
- 2003年（平成15年）度 : 今治道路 用地買収に着手。
- 2012年（平成24年）度 : 今治道路 工事着手。
- 2019年（平成31年/令和元年）9月4日 : 国土交通省が今治小松自動車道の暫定2車線区間のうち、今治湯ノ浦IC - いよ小松IC/JCTを10 - 15年後を目処に4車線化する優先整備区間に選定する方針を発表[4][5][6]。

### 開通予定年度
- 2026年（令和8年）度 : 今治湯ノ浦IC - 今治朝倉IC[7]
- 未定 : 今治朝倉IC - 今治IC

## 路線状況

### 車線・最高速度・料金
| 区間                              | 車線 上下線=上り線+下り線 | 最高速度 | 設計速度 | 料金 | 備考 |
| --------------------------------- | ------------------------- | -------- | -------- | ---- | ---- |
| （今治IC - 今治湯ノ浦IC間未開通） |                           |          |          |      |      |
| 今治湯ノ浦IC - いよ小松IC/JCT     | 2=1+1 （暫定2車線）       | 70 km/h  | 80 km/h  | 有料 | ※    |

※今治湯ノ浦IC - いよ小松IC/JCTは4車線化優先整備区間

### 道路管理者
- 西日本高速道路四国支社
  - 今治湯ノ浦IC - いよ小松IC/JCT - 愛媛高速道路事務所

### 交通量
24時間交通量（台）　道路交通センサス
| 区間                          | 平成17（2005）年度 | 平成22（2010）年度 | 平成27（2015）年度 | 令和3（2021）年度 |
| ----------------------------- | ------------------ | ------------------ | ------------------ | ----------------- |
| 今治IC - 今治湯ノ浦IC間       | 未開通             | 未開通             | 未開通             | 未開通            |
| 今治湯ノ浦IC - 東予丹原IC     | 3,887              | 4,786              | 4,481              | 4,358             |
| 東予丹原IC - いよ小松北IC     | 4,881              | 5,959              | 5,736              | 5,403             |
| いよ小松北IC - いよ小松JCT/IC | 4,724              | 5,793              | 5,595              | 5,215             |

（出典：「平成22年度道路交通センサス」・「平成27年度全国道路・街路交通情勢調査」・「令和3年度全国道路・街路交通情勢調査」（国土交通省ホームページ）より一部データを抜粋して作成）
- 令和2年度に実施予定だった交通量調査は、新型コロナウイルスの影響で延期された[8]。

## 地理

### 通過する自治体
- 愛媛県
  - 今治市 - 西条市

### 接続する高速道路
- E11 松山自動車道 （いよ小松IC・JCTで接続）
- E76 西瀬戸自動車道 （今治ICで直結：事業中）